# Abudefduf lorenzi
Abudefduf lorenzi är en fiskart som beskrevs av Hensley och Allen, 1977. Abudefduf lorenzi ingår i släktet Abudefduf och familjen Pomacentridae. Inga underarter finns listade i Catalogue of Life.